# Wright Flyer
Wright Flyer (tudi Flyer 1, slovensko letalec 1) je bilo prvo motorno letalo na svetu. Zasnovala in izdelala sta ga ameriška izdelovalca koles brata Wright. Prvič je poletelo 17. decembra 1903 ob 10.35 v Kill Devil Hillsu. Flyer 1 še ni imel pilotske kabine, zato je bil polet z njim zelo nevaren.

## Upravljanje
Letalo je usmerjal pilot, ki je ležal na spodnjem krilu letala: Nagibal se je na desno in levo ter tako usmerjal letalo v obe smeri. Dvigoval in spuščal ga je tako, da je z vlečenjem vrvi upogibal krila.